# Stałe Przedstawicielstwo Omanu przy ONZ
Stałe Przedstawicielstwo Omanu przy Narodach Zjednoczonych (ang. Permanent Mission of the Sultanate of Oman to the United Nations, arab. ‏وفد عمان الدائم في الأمم المتحدة – نيويورك‎) – misja dyplomatyczna Sułtanatu Omanu przy Organizacji Narodów Zjednoczonych z siedzibą w Nowym Jorku.

## Historia
Oman przystąpił do  Organizacji Narodów Zjednoczonych 7 października 1971.